# Сайнс, Лоло
Мануэль (Лоло) Сайнс Маркес (исп. Manuel "Lolo" Sainz Marquez; род. 28 августа 1940, Тетуан, Марокко) — испанский баскетболист, баскетбольный тренер и администратор. Как игрок — семикратный чемпион Испании, пятикратный обладатель Кубка Испании и четырёхкратный обладатель Кубка европейских чемпионов с клубом «Реал» (Мадрид), игрок сборной Испании по баскетболу. Как тренер — с клубами «Реал» (Мадрид) и «Ховентут» десятикратный чемпион Испании, четырёхкратный обладатель Кубка Испании, двукратный обладатель Кубка Европейских чемпионов, двукратный обладатель Кубка обладателей Кубков, обладатель Кубка Корача, четырёхкратный обладатель Межконтинентального кубка; со сборной Испании серебряный призёр чемпионата Европы 1999 года. В 2008 году включён в список 50 человек, внёсших наибольший вклад в развитие Евролиги.

## Игровая карьера
Лоло Сайнс, родившийся в 1940 году в Марокко, вырос в Мадриде и в детстве играл в футбол на позиции вратаря. Пропустив в одном из матчей восемь голов, он решил расстаться с футболом и сосредоточиться на баскетболе. С 1955 года он играл за молодёжные команды клуба «Реал» (Мадрид), а в 18 лет присоединился на один сезон к дочернему клубу «Реала» — «Эсперии», где выступал в амплуа лёгкого форварда.
В 1960 году Сайнс вернулся в «Реал», уже в качестве игрока основного состава, где быстро закрепился на позиции атакующего защитника. За следующие восемь сезонов он завоевал в составе «Реала» семь званий чемпиона Испании (за исключением сезона 1966/1967) и пять раз выигрывал Copa del Rey. Помимо внутренних соревнований, Сайнс пять раз доходил с «Реалом» до финала Кубка европейских чемпионов. Проиграв в серии из двух матчей московскому ЦСКА в финале 1963 года, «Реал» и Сайнс затем завоёвывали главный европейский клубный трофей в 1964, 1965, 1967 и 1968 годах. В трёх из этих финалов Сайнс приносил своей команде очки, в том числе по девять очков в обоих матчах финальной серии против ЦСКА в 1965 году.
Сайнс также провёл 68 игр за национальную сборную Испании.

## Тренерская карьера
В годы выступлений Лол Сайнса за «Реал» главный тренер клуба Педро Феррандис высоко оценил его способности и начал готовить его в качестве своего преемника на тренерском посту. Сразу же по окончании игровой карьеры Лоло Сайнз начал тренировать молодёжные команды «Реала», с которыми провёл три сезона с 1969 по 1972 год, в 1971—1972 годах также занимая пост помощника главного тренера основной команды. Сезон 1972/1973 он провёл в качестве главного тренера мадридского клуба «Вальеэрмосо», после чего снова вернулся в «Реал». Ещё два года отработав как помощник Феррандиса, в 1975 году Сайнс в 35 лет занял пост главного тренера «Реала». Сайнс называл впоследствии Феррандиса в числе фигур, оказавших на него наибольшее влияние как на тренера, наряду с Дэном Питерсоном и Александром Николичем, а также тренерской школой Университета Южной Калифорнии. Команды, которые с этого момента возглавлял Сайнс, обычно демонстрировали атакующий баскетбол, хотя на словах он признавал, что нападению и обороне следует уделять одинаковое внимание.
Сайнс оставался главным тренером «Реала» на протяжении 14 сезонов. За это время его клуб восемь раз выигрывал чемпионат Испании и четыре раза — Copa del Rey. На международной клубной арене «Реал» с Сайнсом в роли главного тренера дважды за эти годы завоёвывал Кубок европейских чемпионов (в 1978 и 1980 годах), ещё дважды — Кубок обладателей Кубков (1984 и 1989) и один раз Кубок Корача (1988), а также четырежды становился обладателем Межконтинентального кубка (1976—1978 и 1981). Сайнс — один из трёх человек, выигрывавших главный европейский клубный турнир как в качестве игроков, так и в качестве тренеров (наряду с Арменаком Алачачяном и Светиславом Пешичем), и единственный, кому удалось это сделать больше чем по одному разу в каждом амплуа — четыре раза за игровую карьеру и два раза за тренерскую. По общему числу побед в этом турнире Сайнс уступает только Желько Обрадовичу (8, все как тренер) и Дино Менегину (7, все как игрок).
Окончив тренировать «Реал» в 1989 году, Сайнс занял должность генерального менеджера клуба, уступив место на скамейке Джорджу Карлу. Однако первая попытка перейти на административную работу длилась недолго, и уже со следующего сезона Сайнс возглавил другой ведущий испанский клуб — «Ховентут». За три сезона в «Ховентуте» Сайнс ещё дважды выиграл с ним чемпионат Испании, а также дошёл в Европейской лиге 1991/1992 до финала, уступив там на последних секундах игры белградскому «Партизану». В общей сложности за годы тренерской карьеры в различных клубах Сайнс одержал с ними 416 побед при 82 поражениях. Его 293 победы с «Реалом» и «Ховентутом» в лиге ACB — высшем дивизионе испанского баскетбола — остаются вторым результатом среди всех тренеров в истории лиги.
В 1993 году Сайнс стал главным тренером сборной Испании, которую возглавлял до 2000 года. На этом посту он сменил Антонио Диаса-Мигеля, бывшего национальным тренером 27 лет, после серьёзной неудачи сборной на Олимпийских играх в Барселоне. Под руководством Сайнса сборная один раз становилась призёром континентального первенства, завоевав серебряные медали на чемпионате Европы 1999 года, а также заняла пятое место на чемпионате мира за год до этого.
Завершив тренерскую карьеру с национальной сборной, в 2000 году Сайнс стал техническим директором Федерации баскетбола Испании. В 2002 году он принял приглашение мадридского «Реала», где до 2005 года возглавлял баскетбольный отдел клуба; этот период оконился завоеванием «Реалом» очередного чемпионского звания.

## Признание заслуг
Лоло Сайнс трижды — в 1977, 1985 и 1991 годах — признавался тренером года в Испании. Он награждён серебряной и золотой медалями Королевского ордена спортивных заслуг. В 2008 году его имя было включено в список 50 человек, внёсших наибольший вклад в развитие Евролиги. В 2013 и 2015 годах Сайнс был также в числе кандидатов на включение в списки Зала славы баскетбола, где мог стать третьим испанским тренером после Антонио Диаса-Мигеля (своего предшественника в национальной сборной) и Педро Феррандиса (своего наставника в мадридском «Реале»).